# ألعاب الدول الصغيرة الأوروبية 1985
عقدت ألعاب الدول الصغيرة الأوروبية 1985 في جمهورية سان مارينو في الفترة من 23 مايو إلى 26 مايو.

## الرياضات
- ألعاب القوى.
- كرة السلة.
- ركوب الدراجات.
- الجودو.
- الرماية.
- السباحة.
- رفع الأثقال.

## جدول الميداليات
الجدول التالي يوضح أسماء الدول وعدد الميداليات التي حصلت عليها كل دولة:
| الترتيب | منتخب      | ذهبية | فضية | برونزية | المجموع |
| ------- | ---------- | ----- | ---- | ------- | ------- |
| 1       | أيسلندا    | 21    | 7    | 4       | 32      |
| 2       | قبرص       | 15    | 8    | 9       | 32      |
| 3       | لوكسمبورغ  | 11    | 23   | 18      | 52      |
| 4       | سان مارينو | 2     | 11   | 11      | 24      |
| 5       | أندورا     | 0     | 0    | 4       | 4       |
| 6       | ليختنشتاين | 0     | 0    | 4       | 4       |
| 7       | موناكو     | 0     | 0    | 2       | 2       |
| 8       | مالطا      | 0     | 0    | 1       | 1       |